# Gosiulus aethes
Gosiulus aethes är en mångfotingart som först beskrevs av Chamberlin 1940.  Gosiulus aethes ingår i släktet Gosiulus och familjen Parajulidae. Inga underarter finns listade i Catalogue of Life.